# Paraná Valles
Le Paraná Valles sono una struttura geologica della superficie di Marte.